# Perekopowszczyzna
Perekopowszczyzna (biał. Перакопаўшчына; ros. Перекоповщина) – wieś na Białorusi, w obwodzie mińskim, w rejonie stołpeckim, w sielsowiecie Wiśniowiec.

## Historia
W dwudziestoleciu międzywojennym leżała w Polsce, w województwie nowogródzkim, w powiecie nieświeskim, w gminie Howiezna. W 1921 wieś liczyła 87 mieszkańców, zamieszkałych w 18 budynkach, w tym 70 Białorusinów i 17 Polaków. Wszyscy mieszkańcy byli wyznania prawosławnego. Folwark liczył zaś 8 mieszkańców, zamieszkałych w 1 budynku, w tym 7 Polaków i 1 Białorusina. Wszyscy mieszkańcy byli wyznania rzymskokatolickiego.
Po II wojnie światowej w granicach Związku Sowieckiego. Od 1991 w niepodległej Białorusi.